# Extratereștri și mușamalizări
Extratereștri și mușamalizări (engleză: Aliens and Cover Ups) este al 12-lea episod din al patrulea  sezon din documentarul Extratereștri antici (Ancient Aliens) difuzat de canalul History Channel. 

## Prezentare
Episodul prezintă dovezi ale unor mușamalizări făcute de guverne, religii și oameni de știință cu privire la vizitele făcute de ființe extraterestre.
Printre așa-zisele dovezi prezentate în acest episod se numără:
- Miracolul de la Fatima, mușamalizat de către Vatican.
- Incidentul OZN din Pădurea Rendlesham, unde câțiva militari ar fi fost martorii unei întâlniri extraterestre de gradul III.
- Povestea faraonului Akhenaton, care ar fi coborât dintr-un disc auriu numit Aton, ștearsă de asemenea din izvoarele istorice ale Egiptului Antic. Se presupune că acesta era o ființă hibrida om-extraterestru datorita formei alungite ale capului și anomaliilor prezente pe trupul acestuia. Se mai știe că trupul acestuia nu a mai fost găsit după moarte.

## Legături externe
- http://www.imdb.com/title/tt2253658/
- http://www.history.com/shows/ancient-aliens/episodes